# Слано (Дубровачко приморје)
Слано је насељено место и седиште општине Дубровачко приморје, Дубровачко-неретванска жупанија, Република Хрватска.

## Историја
До територијалне реорганизације у Хрватској налазило се у саставу старе општине Дубровник.

## Становништво
На попису становништва 2011. године, Слано је имало 579 становника.
| Број становника по пописима | Број становника по пописима | Број становника по пописима | Број становника по пописима | Број становника по пописима | Број становника по пописима | Број становника по пописима | Број становника по пописима | Број становника по пописима | Број становника по пописима | Број становника по пописима | Број становника по пописима | Број становника по пописима | Број становника по пописима | Број становника по пописима | Број становника по пописима |
| --------------------------- | --------------------------- | --------------------------- | --------------------------- | --------------------------- | --------------------------- | --------------------------- | --------------------------- | --------------------------- | --------------------------- | --------------------------- | --------------------------- | --------------------------- | --------------------------- | --------------------------- | --------------------------- |
| 1857                        | 1869                        | 1880                        | 1890                        | 1900                        | 1910                        | 1921                        | 1931                        | 1948                        | 1953                        | 1961                        | 1971                        | 1981                        | 1991                        | 2001                        | 2011                        |
| 487                         | 461                         | 459                         | 507                         | 510                         | 501                         | 399                         | 443                         | 434                         | 430                         | 471                         | 464                         | 426                         | 512                         | 552                         | 579                         |

Напомена: У 1981. повећано припајањем насеља Бања и Гргурићи која су престала да постоје. За та бивша насеља садржи податке од 1857. до 1971.

### Попис1991.
На попису становништва 1991. године, насељено место Слано је имало 512 становника, следећег националног састава:
| Попис 1991.‍  | Попис 1991.‍  | Попис 1991.‍ | Попис 1991.‍ | Попис 1991.‍ |
| ------------ | ------------ | ----------- | ----------- | ----------- |
|              |              |             |             |             |
| Хрвати       | Хрвати       |             | 458         | 89,45%      |
| Срби         | Срби         |             | 16          | 3,12%       |
| Југословени  | Југословени  |             | 12          | 2,34%       |
| Албанци      | Албанци      |             | 4           | 0,78%       |
| Муслимани    | Муслимани    |             | 4           | 0,78%       |
| Црногорци    | Црногорци    |             | 2           | 0,39%       |
| Чеси         | Чеси         |             | 2           | 0,39%       |
| остали       | остали       |             | 2           | 0,39%       |
| неопредељени | неопредељени |             | 8           | 1,56%       |
| непознато    | непознато    |             | 4           | 0,78%       |
| укупно: 512  |              |             |             |             |